# Xenospora
Xenospora là một chi bướm đêm thuộc họ Geometridae.